# Rhizoctonia anomala
Rhizoctonia anomala é uma espécie de fungo pertencente à família Ceratobasidiaceae.